# メインキャストプロダクション
メインキャストプロダクションこと株式会社メインキャスト（英文社名；MAIN CAST CORPORATION）は、日本に存在していた芸能プロダクションである。
東京以外にも、2004年に大阪、2005年には名古屋に拠点を置き地方都市での活動も積極的に展開したが、2016年5月2日、東京地方裁判所から破産開始決定を受け、2017年9月に法人格が消滅した。

## 会社概要
- 社名：株式会社メインキャスト
- 代表取締役：宮島恵里香
- 創立年月：東京本社:2002年8月、大阪支社:2004年、名古屋支社:2005年

## 所属タレント

### 倒産時の所属タレント
- 岡崎翔
- 河原田巧也（センスアップへ移籍）
- 川本淳市（ヴィランズへ移籍）
- 澤田拓郎
- 荒牧慶彦（トキエンタテイメントへ移籍）
- 廣瀬大介（キャストコーポレーションへ移籍）
- 橋本全一（ジュデコンへ移籍）
- 馬場野々香
- 名雪佳代
- 桜田愛梨

- 他多数

### かつて所属していたタレント
- 椎名鯛造（エースクルー・エンタテインメントへ移籍）
- 矢吹シャルロッテ
- 他推定数百人